# Герб Токелау
Эмблема Токелау — официальный символ зависимой территории Токелау, наряду с флагом. Была принята в мае 2008 года парламентом Токелау, до 2008 года использовался герб Новой Зеландии.

## Описание
Эмблема представляет собой изображение деревянной тулумы (tuluma) — традиционной для рыбаков Токелау корзины для рыбных снастей — в естественных цветах. Крест в центре тулумы, выложенный десятью белыми ромбами, и надпись «Tokelau mo te Atua» («Токелау для Бога») отражает сильное влияние христианства на островах.
Парламент Токелау (General Fono) использует эмблему Токелау, увенчанную короной Святого Эдуарда.

## История
В июне 2007 года парламент Токелау принял решение об утверждении флага, гимна и национального символа Токелау. Парламент утвердил проект национальной эмблемы в мае 2008 года, одновременно был принят и новый флаг. До 2008 года использовались герб и флаг Новой Зеландии. .
Эмблема парламента Токелау одобрена королевой Елизаветой II и представлена парламенту генерал-губернатором сэром Джерри Матепарае 7 октября 2013 года.